# Thomas Griffith Taylor
Pour les articles homonymes, voir Taylor.
Thomas Griffith Taylor, né le 1er décembre 1880 à Walthamstow et mort le 5 novembre 1963 à Manly, est un géologue, géographe et anthropologue britannique.

## Biographie
Très tôt sa famille émigre en Australie et il étudie à l'Université de Sydney. Élève de Edgeworth David, il établit également des amitiés avec Raymond Priestley —  dont il fut plus tard le beau-frère —, C. S. Wright et Frank Debenham lorsqu'il travailla à l'Université de Cambridge.
Il participa à l'expédition Terra Nova de Robert Falcon Scott (1910-1912) où il aidera aux travaux de réalisations de cartes topologiques, notamment sur la côte ouest du détroit de McMurdo, c'est-à-dire entre les vallées sèches de McMurdo et le glacier Koettlitz, et vers le Granite Harbour.
Il a occupé des postes de professeur d'université à Sydney, à Chicago et à Toronto.
Il apparaît dans la nouvelle Fugitive Pieces d'Anne Michaels.